# 湯野川孝夫
湯野川 孝夫（ゆのかわ よしお、1939年4月3日 - 2003年11月26日）は、日本の自動車技術者、実業家。元豊田工機代表取締役社長。

## 人物・経歴
山形県米沢市出身。山形県立米沢興譲館高等学校を経て、1962年東北大学工学部機械工学科卒業。トヨタ自動車で開発に携わり、トヨタ自動車工業労働組副執行委員長等を経て、1992年には石坂芳男、白水宏典らとともに取締役に昇格した。豊田工機常務取締役、豊田工機代表取締役副社長を経て、2000年からは豊田工機代表取締役社長を務めていたが、2003年に出張先の東京都内のホテルで死亡しているのが発見され、覚王山日泰寺で社葬が行われた。